# ورزشگاه بیسا
ورزشگاه بیسا (به لاتین: Besa Stadium) یک ورزشگاه در آلبانی است که در کاوایه واقع شده‌است.